# Albanezen in Kosovo
De Albanezen in Kosovo (Albanees: Shqiptarët në Kosovë) vormen met 92% van de bevolking de grootste etnische groep van het land naast kleinere gemeenschappen Serviërs, Bosniakken, Turken, Gorani en Roma.

## Oorsprong
Kosovaarse Albanezen behoren tot de Gegen, een Albanese stam die naast in Kosovo, inheems is in de noord- en centrale gebieden van Albanië, het zuiden van Montenegro, het zuiden van Servië en het westen van Noord-Macedonië.

## Demografie

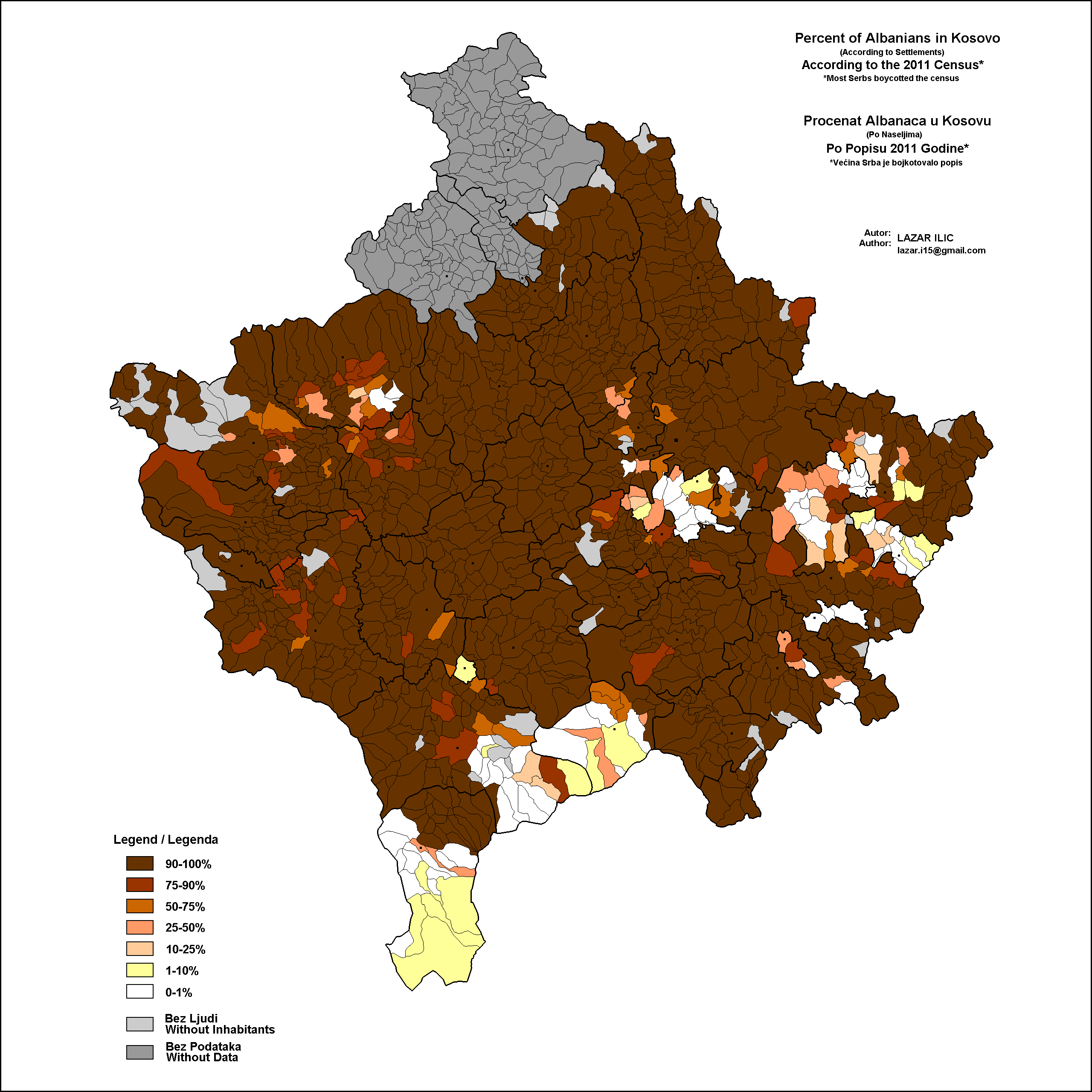
Verspreiding van de Albanezen in Kosovo (2011)

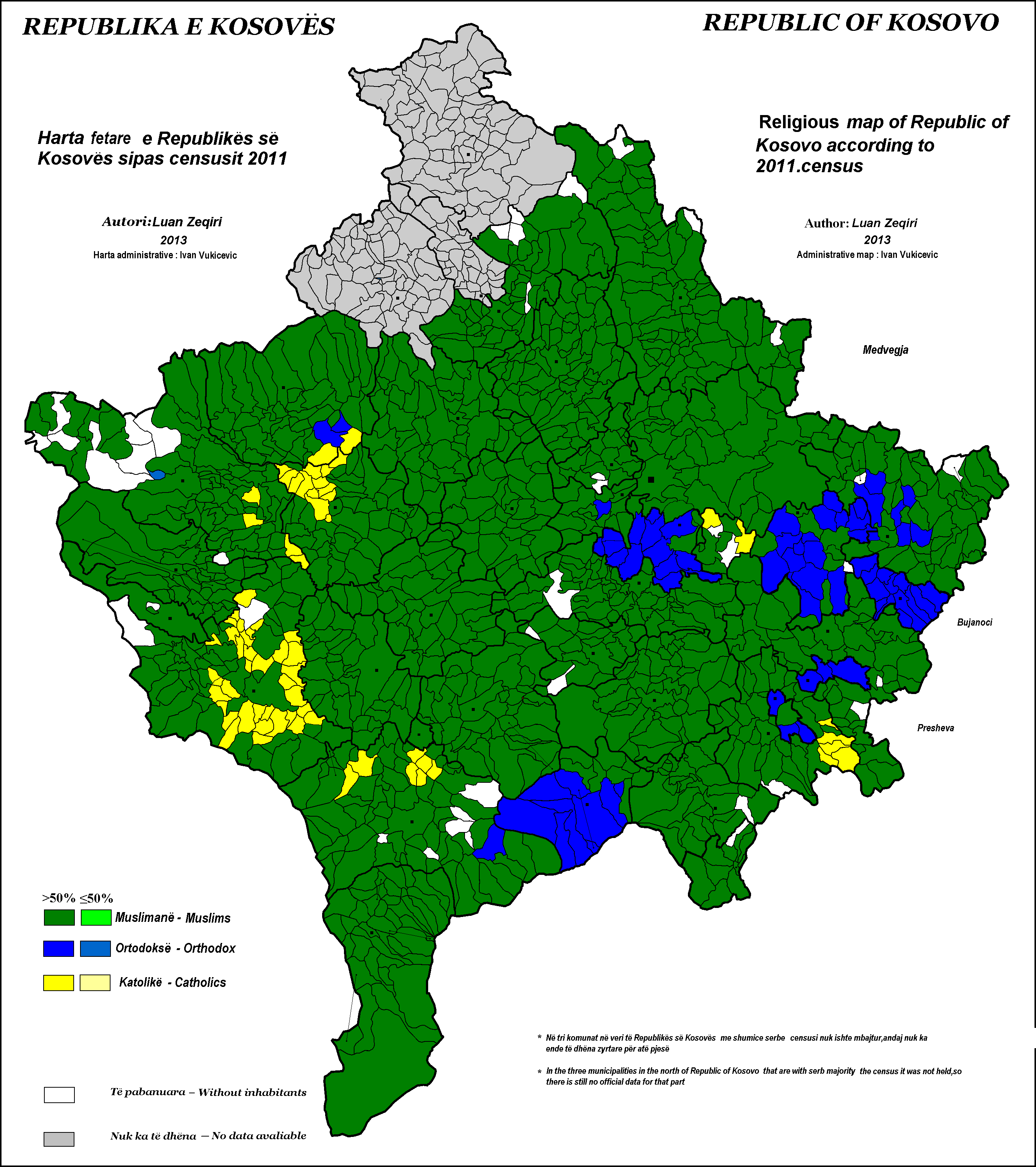
Verspreiding per religie in Kosovo in gebieden met Albanese meerderheid (2011)

Het aantal en aandeel Albanezen in de Kosovaarse bevolking is de afgelopen decennia continu gestegen, vooral als gevolg van het hogere geboortecijfer (zie: onderstaand tabel). Desalniettemin lijkt er na de Kosovo-oorlog een afvlakking in de groei van de Albanezen te zijn, aangezien grote aantallen het land zijn ontvlucht richting West-Europese landen.
In Duitsland (300.000) en Zwitserland (200.000) vormen de Kosovaarse Albanezen een van de grotere etnische minderheden. 
Kleinere gemeenschapen (tussen de 15.000 en 40.000) zijn woonachtig in Frankrijk, Engeland, België en Zweden. In Nederland woonden er in 2008 nog 8.500 personen afkomstig uit Kosovo, hoofdzakelijk etnische Albanezen.
| Ontwikkeling in Kosovo | Albanezen | Albanezen |
| Ontwikkeling in Kosovo | Aantal    | %         |
| ---------------------- | --------- | --------- |
| 1948                   | 498.244   | 68,5      |
| 1953                   | 524.559   | 64,9      |
| 1961                   | 646.605   | 67,1      |
| 1971                   | 916.168   | 73,7      |
| 1981                   | 1.226.736 | 77,4      |
| 1991                   | 1.596.072 | 81,6      |
| 2011                   | 1.616.869 | 92,9      |
| 2024                   | 1.454.963 | 91,7      |

### Religie
De meerderheid van de religieuze Albanezen in Kosovo is moslim (soenniet), gevolgd door een aanzienlijke minderheid van soefi's en Bektasji's.
Een minderheid hangt de rooms-katholieke kerk aan. De Albanese katholieken komen vooral uit de regio Dukagjini van Kosovo, het westen van het land, met als belangrijkste plaatsen Gjakovë, Pejë, Prizren en Klinë en in de omringende traditionele dorpen.

## Verspreiding

### In Kosovo
| Verspreiding van de Albanezen in Kosovo per gemeente | Verspreiding van de Albanezen in Kosovo per gemeente | Verspreiding van de Albanezen in Kosovo per gemeente | Verspreiding van de Albanezen in Kosovo per gemeente |
| 2011 Census                                          | 2011 Census                                          | Albanezen                                            | Albanezen                                            |
| Gemeente                                             | Totaal                                               | Aantal                                               | %                                                    |
| ---------------------------------------------------- | ---------------------------------------------------- | ---------------------------------------------------- | ---------------------------------------------------- |
| Deçan                                                | 40,019                                               | 39,402                                               | 98.5                                                 |
| Dragash                                              | 33,997                                               | 20,287                                               | 59.7                                                 |
| Ferizaj                                              | 108,610                                              | 104,152                                              | 95.9                                                 |
| Gjakovë                                              | 94,556                                               | 87,672                                               | 97.4                                                 |
| Gjilan                                               | 90,178                                               | 87,814                                               | 97.4                                                 |
| Drenas                                               | 58,531                                               | 58,445                                               | 99.9                                                 |
| Graçanicë                                            | 10,675                                               | 2,474                                                | 23.2                                                 |
| Fushë Kosovë                                         | 34,827                                               | 30,275                                               | 86.9                                                 |
| Hani i Elezit                                        | 9,403                                                | 9,357                                                | 99.5                                                 |
| Istog                                                | 39,289                                               | 36,154                                               | 92.0                                                 |
| Junik                                                | 6,084                                                | 6,069                                                | 99.8                                                 |
| Kaçanik                                              | 33,409                                               | 33,362                                               | 99.9                                                 |
| Kamenicë                                             | 36,085                                               | 34,186                                               | 94.7                                                 |
| Klinë                                                | 38,496                                               | 37,216                                               | 96.7                                                 |
| Kllokot                                              | 2,556                                                | 1,362                                                | 53.3                                                 |
| Leposavić                                            | 18,700                                               | 300                                                  | 1.6                                                  |
| Lipjan                                               | 57,605                                               | 54,467                                               | 94.6                                                 |
| Malishevë                                            | 54,613                                               | 54,501                                               | 99.9                                                 |
| Mamushë                                              | 5,507                                                | 327                                                  | 5.9                                                  |
| Mitrovicë                                            | 71,909                                               | 69,497                                               | 96.6                                                 |
| Noord-Mitrovicë                                      | 29,460                                               | 4,900                                                | 16.6                                                 |
| Novo Brdo                                            | 6,729                                                | 3,524                                                | 52.4                                                 |
| Obiliq                                               | 21,549                                               | 19,854                                               | 92.1                                                 |
| Parteš                                               | 1,787                                                | 0                                                    | 0.0                                                  |
| Pejë                                                 | 96,450                                               | 87,975                                               | 91.2                                                 |
| Podujevë                                             | 88,499                                               | 87,523                                               | 98.9                                                 |
| Pristina                                             | 198,897                                              | 194,452                                              | 97.8                                                 |
| Prizren                                              | 177,781                                              | 145,718                                              | 82.0                                                 |
| Rahovec                                              | 56,208                                               | 55,166                                               | 98.1                                                 |
| Ranilug                                              | 3,866                                                | 164                                                  | 4.2                                                  |
| Štrpce                                               | 6,949                                                | 3,757                                                | 54.1                                                 |
| Shtime                                               | 27,324                                               | 26,447                                               | 96.8                                                 |
| Skenderaj                                            | 50,858                                               | 50,685                                               | 99.7                                                 |
| Suharekë                                             | 59,722                                               | 59,076                                               | 98.9                                                 |
| Viti                                                 | 46,987                                               | 46,669                                               | 99.3                                                 |
| Vushtrri                                             | 69,870                                               | 68,840                                               | 98.5                                                 |
| Zubin Potok                                          | 14,900                                               | 1,000                                                | 6.7                                                  |
| Zveçan                                               | 16,650                                               | 350                                                  | 2.1                                                  |
| Kosovo (totaal)                                      | 1,819,604                                            | 1,623,419                                            | 90.0                                                 |

## Bekende Albanezen uit Kosovo
- Diant Ramaj, voetballer
- Fidan Aliti, voetballer
- Fatmire Alushi, voetbalster
- Kosovare Asllani, voetbalster
- Valon Berisha, voetballer
- Lorik Cana, voetballer
- Bersant Celina, voetballer
- Arta Dobroshi, actrice
- Toni Domgjoni, voetballer
- Dhurata Dora, zangeres
- Ibrahim Drešević, voetballer
- Florent Hadergjonaj, voetballer
- Besnik Hasi, voetbaltrainer
- Era Istrefi, zangeres
- Albina Kelmendi, zangeres
- Majlinda Kelmendi, judoka
- Distria Krasniqi, judoka
- Dua Lipa, zangeres
- Arijanet Murić, voetballer
- Vedat Muriqi, voetballer
- Rona Nishliu, zangeres
- Rita Ora, zangeres
- Milot Rashica, voetballer
- Amir Rrahmani, voetballer
- Herolind Shala, voetballer
- Xherdan Shaqiri, voetballer
- Mergim Vojvoda, voetballer
- Granit Xhaka, voetballer
- Arber Zeneli, voetballer
- Loredana Zefi, zangeres